# Sevadžkare I.
Sevadžkare I. je bil faraon Trinajste egipčanske dinastije, ki je vladala v drugem vmesnem obdobju Egipta. Egiptologa Kim Ryholt in Darrell Baker ga štejeta za enajstega vladarja dinastije, ki je vladal malo časa okoli 1781 pr. n. št. Thomas Schneider, Detlef Franke in Jürgen von Beckerath v njem vidijo desetega vladarja Trinajste dinastije, ki je vladal okoli leta  1737 pr. n. št.

## Dokazi
Obstoj faraona Sevadžkareja I. ni dokazan z nobenim ohranjenim primarnim dokazom. Znan je samo po zaslugi Torinskega seznama kraljev. Seznam je bil sestavljen v ramzeškem obdobju (1292–1189 pr. n. št.) iz starih dokumentov in služi kot primarni vir za faraone iz drugega vmesnega obdobja Egipta. Sevadžkarejevo ime je v 13. vrstici 7. kolone seznama.

## Dolžina vladanja
Na Torinskem seznamu kraljev so tudi podatki o dolžinah vladavin faraonov. Dolžina Sevedžkarejevega vladanja je zaradi poškodovanega papirusa neznana. Delno se je ohranilo samo število dni, ki jih Ryholt bere kot 11 ali 14. Ryholt je iz tega zaključil, da je vladal najmanj pol meseca. Faraon je kljub popolni odsotnosti primarnih dokazov najverjetneje vladal zelo malo časa. 

## Prepoznavanje
Sevadžkareja se ne sme zamenjati z dvema drugima faraonoma z enakim priimkom, ki sta vladala kasneje v drugem vmesnem obdobju. Sevadžkare Hori II., znan tudi kot Hori II., je vladal čisto na koncu Trinajste dinastije od okoli 1669 do 1664 pr. n. št. Sevadžkare III. je bil faraon Štirinajste dinastije. Tudi on je znan samo s Torinskega seznama kraljev. Vladal je malo časa v obdobju od 1699 do 1694 pr. n. št.